# Station Bolków
Station Bolków is een spoorwegstation in de Poolse plaats Bolków.